# Laze (stacja kolejowa)
Laze – stacja kolejowa w miejscowości Laze pri Dolskem, w regionie Dolna Kraina, w Słowenii.
Przystanek jest zarządzany przez SŽ-Infrastruktura.
Podczas II wojny światowej Niemcy zbudowali alternatywną trasę Vižmarje - Črnuče - Laze, by ominąć Lublanę, będącą pod włoską okupacją.

## Linie kolejowe
- Dobova – Lublana